# Henry B. Clarke House
La Henry B. Clarke House est une demeure de style Greek Revival située dans le secteur de Near South Side à Chicago. La maison fut construite vers 1836 par un entrepreneur, vraisemblablement John Rye, qui épousa plus tard la bonne des Clarkes, Betsy.  Il est possible que la Clarke House ait été bâtie sur le modèle de la maison du maire de Chicago William Butler Ogden. Construite à l'origine près de Michigan Avenue, elle fut déplacée, sur plus de 4 miles, en 1977, jusqu'au 1827 South Indiana Avenue dans le Prairie Avenue District. La Clarke house est actuellement la plus ancienne maison de Chicago. Elle fut inscrite par la ville de Chicago au titre des Chicago Landmarks (CL) le 14 octobre 1970 et par le National Park Service sur le prestigieux Registre national des lieux historiques (National Register of Historic Places) le 6 mai 1971. Elle est aujourd'hui transformée en musée.